# Zuidelijke heivlinder
De zuidelijke heivlinder (Hipparchia aristaeus) is een vlinder uit de onderfamilie Satyrinae van de familie Nymphalidae, de vossen, parelmoervlinders en weerschijnvlinders.
De vlinder heeft een spanwijdte van 50 tot 60 millimeter.
De zuidelijke heivlinder komt voor op Corsica, Sardinië, Elba, Giglio en Capraia. De vlinder vliegt op hoogtes van 500 tot 1900 meter boven zeeniveau.
Als waardplanten gebruikt de Corsicaanse heivlinder grassen, met name Lygeum spartum. De rups overwintert, maar gaat niet in diapauze, doch eet bij voldoende warm weer gewoon door. Hij vliegt in een jaarlijkse generatie van mei tot in september.